# شبكة الأمم المتحدة للمحيطات
شبكة الأمم المتحدة للمحيطات (بالإنجليزية: UN-Oceans)‏ أو UN-O هي آلية مشتركة للتنسيق بين الوكالات التابعة للأمم المتحدة ، أنشئت لتعزيز التعاون وتنسيق الأنشطة المعنية بالمحيطات والسواحل العالمية. تم تشكيل شبكة الأمم المتحدة للمحيطات في 31 أكتوبر 2003 من قبل مجلس الرؤساء التنفيذيين في منظومة الأمم المتحدة المعني بالتنسيق (CEB) ، لتحل محل اللجنة الفرعية المعنية بالمحيطات والمناطق الساحلية (SOCA) التابعة للجنة التنسيق الإدارية (ACC) والتي تم تشكيلها في عام 1993.
وفي عام 2013، اعترفت الجمعية العامة، في قرارها 68/70، بالعمل الذي قامت به حتى الآن شبكة الأمم المتحدة للمحيطات، ووافقت على الاختصاصات المنقحة لعمل شبكة الأمم المتحدة للمحيطات، وقررت استعراض هذه الاختصاصات في دورتها الثانية والسبعين في ضوء عمل شبكة الأمم المتحدة للمحيطات.

## روابط خارجية
- الموقع الرسمي